# 楊麒
楊麒（1481年—1548年），字仁甫，號四泉，江西廣信府上饒縣人，軍籍，明朝政治人物。

## 生平
正德二年（1507年）丁卯科江西鄉試第四十五名舉人。正德十六年（1521年）中式辛巳科會試第一百八十七名，登第三甲第五十六名進士。歷官吏部主事，嘉靖八年九月因党附张璁、桂萼被劾。升吏部员外郎，十年三月升福建按察司佥事，十三年六月升南京通政司右參議，十六年七月升應天府府丞，九月因鄉試録考官批语失填名，被下巡按御史逮问，之后纳赎还职。十七年十一月升南京光禄寺卿，十八年十一月改任北京，二十年升工部右侍郎，九月进左侍郎，二十二年十一月督理太庙工程，二十四年七月工程完工，升正二品服俸，十一月代替尚書甘为霖巡视琉璃河桥工，二十五年九月升南京工部尚書，二十七年九月卒，賜祭葬。

## 家族
曾祖楊景華；祖父楊茂榮；父楊福，曾任縣丞。前母王氏；母徐氏。慈侍下，弟楊麟（监生）。